# Pineus laevis
Pineus laevis är en insektsart. Pineus laevis ingår i släktet Pineus och familjen barrlöss. Inga underarter finns listade i Catalogue of Life.